# Valentina Ivanovna Antonova
Valentina Ivanovna Antonova (rusky Валентина Ивановна Антонова; 29. října 1907 Petrohrad – 19. května 1993 Moskva) byla ruská historička umění, expertka na staroruskou malbu.

## Život
Od roku 1930 pracovala v oddělení staroruského umění v Treťjakovské galerii. V roce 1938 byla zatčena při případu Alexeje Ivanoviče Nekrasova a strávila rok ve vězení Butyrka. Po svém propuštění se vrátila ke své předchozí práci, v roce 1948 obhájila disertační práci na téma Malířské památky Rostova Velikého. V roce 1958 se stala vedoucí oddělení staroruského umění. Podílela se na systemizaci a studiu fondů muzea, v roce 1963 připravila dvousvazkový Katalog staroruského malířství XIV. až počátek XVII. století: Praxe historické a umělecké klasifikace.